# Tawatchai Kuammungkun
Tawatchai Kuammungkun (tiếng Thái: ธวัชชัย คำมุงคุณ; sinh ngày 3 tháng 5 năm 1997), là một cầu thủ bóng đá người Thái Lan thi đấu ở vị trí hậu vệ phải cho câu lạc bộ Giải bóng đá Ngoại hạng Thái Lan Chiangrai United.

## Sự nghiệp câu lạc bộ
Trong sự nghiệp trẻ, Phuwanart Khamkaew được đào tạo 2,5 năm tại Leicester City ở Anh.